# Paul Wiener
Paul Wiener (* 1495 in Krainburg oder Laibach; † 16. August 1554 in Hermannstadt) war ein evangelischer Geistlicher und Reformator und erster evangelischer Bischof in Siebenbürgen.

## Leben
Über die Kindheit und Jugend Paul Wieners ist nichts bekannt, außer dass er im Herzogtum Krain geboren wurde und einen Bruder hatte, der 1536 starb. 1514 schrieb er sich an der Universität Wien zum Theologiestudium ein. 1520 lässt sich Wiener in Laibach bereits als Domherr, Generalvikar und bischöflicher Rat nachweisen. Zehn Jahre darauf trat er in den geistlichen Stand des Landtages seiner Heimatstadt, außerdem war er Einnehmer der Landschaft. Im Folgejahr, 1531, trat er auch einigen Spezialkommissionen der Landstände bei. Ab 1536 begann er, den damaligen Reformator der Stadt Primož Trubar mit evangelischen Predigten zu unterstützen, wobei er sich bereits seit längerer Zeit der evangelischen Konfession zugewandt hatte. Dabei ging er jedoch vorsichtig vor und wollte Polemik vermeiden. Wiener scheint sich in dieser Zeit auch heimlich verheiratet zu haben. Während Primož Trubar slowenische Predigten hielt, predigte Wiener auf Deutsch. 1540 musste Trubar allerdings nach Triest wechseln. Von 1541 bis 1543 wirkte Wiener als Abgeordneter der Stände. 1544 ernannte Bischof Urban Textor ihn als deutschen Prediger im Laibacher Dom St. Nikolai. 1546 wurde er zum landesfürstlichen Kommissar beim krainischen Landestag ernannt.
1547 allerdings ließ der Bischof beide Prediger verhaften, da sie sich dem evangelischen Glauben zugewandt hatten und Wiener nach dem Tod seiner ersten Frau erneut geheiratet hatte. Trubar konnte nicht verhaftet werden, da er sich zu der Zeit nicht in der Stadt befand; außerdem gab es einen Haftbefehl gegen den Dompropst Leonhard Mertlitz, weil dieser seine Köchin geheiratet hatte. Dieser wurde seines Amtes enthoben, seine Pfründe wurde geraubt und ihm widerfuhr die Exkommunikation. Wiener selbst wurde seiner Einkommen beraubt, seine Wohnung und seine Eigentümer wurden beschlagnahmt, Bücher und Schriften wurden ihm weggenommen und seine Güter versiegelt. Außerdem wurde er zusammen mit Georg Dragolitz, ebenfalls ein Generalvikar, gegen den Haftbefehl erlassen wurde, auf dem Schloss in Ljubljana eingesperrt. Der Bischof selbst beteiligte sich an den Verhören, bei denen sich klar herausstellte, dass Wiener evangelisch war und den katholischen Glauben nicht fördern wollte. Er sandte anschließend Akten und Berichte an König Ferdinand, wodurch sich Wieners Haft, die zuvor für ihn noch erträglich gewesen war, erheblich verschärfte, trotz Fürbitten der krainischen Landschaft an den König. Wieners Unterstützer befürchteten bereits, diesem drohe ein Tod auf dem Scheiterhaufen oder durch Enthauptung.
Am 10. Mai 1548 erhielt Wiener einen Trostbrief des Predigers Veit Dietrich. Doch wandte sich die Situation, als seitens des Königs befohlen wurde, Wieners Haft nach Wien zu verlegen und eine königliche Kommission über die Folgen entscheiden zu lassen. Gefesselt brachte man Wiener zur Haft in das Wiener Minoritenkloster. Dort beriet schließlich eine vom König gesetzte Kommission aus drei Bischöfen und fünf Doktoren unter dem Vorsitz des Wiener Bischofs Friedrich Nausea bezüglich des Falles. Anhand Wieners Antworten während der Untersuchung erstellte man ein schriftliches Bekenntnis seiner Schuld, wobei die meisten dort wiedergegebenen Aussagen nicht von Wiener stammten, sondern gefälscht wurden. Dieser weigerte sich zu unterschreiben und verfasste einen Brief an den König. Auf dessen Befehl hin verhörte die Kommission Wiener erneut, wobei man auf seine Beschwerden einging und ihm ein Bekenntnis zum Unterschreiben vorsetzte, das diesmal nicht gefälscht war und eine möglichst genaue Wiedergabe seiner Worte versprach. Diesem Bekenntnis entsprechend verfasste die Kommission einen Widerruf, der von Wiener in der Öffentlichkeit bestätigt werden sollte. Wiener weigerte sich und erkannte, dass das Unterschreiben des Bekenntnisses ein Fehler gewesen war. Abermals wandte er sich schriftlich an den König. Infolgedessen wurde Wiener aufgefordert, seinen Bericht zu erklären und warum er den öffentlichen Widerruf nicht durchgeführt hatte. Das Werk, das er der Aufforderung folgend verfasste, galt als gelehrt, gründlich und klar. Dieser Erläuterung legte er aber auch einen an den König gewandten Text bei, in welchem er freimütig, aber untertänig die Situationen seiner Haft beklagte. So sei er den ganzen Winter über schwer krank gewesen, sei jetzt auf eine Gehhilfe angewiesen, habe nun eine Gedächtnisschwäche und habe bei dem Verfassen der Erläuterung nicht die notwendigen Bücher zur Verfügung gehabt. Er bat darum, seine Haft andernorts absitzen zu dürfen.

### Tätigkeit in Siebenbürgen
Im Jahr 1548 schließlich begnadigte der König Wiener unter der Voraussetzung, dieser wandere nach Siebenbürgen aus. Arm zog er nach Hermannstadt, wo der Stadtrat ihm eine Stelle als Prediger und Lehrer anbot. Seit dem 11. Mai 1552 wirkte er dort außerdem als Pfarrer. Im Jahr 1553 rezensierte Wiener den »griechischen Katechismus« (Katichisis) des Kronstädter Reformators, Valentin Wagner. Die Siebenbürger evangelische Synode, die auf der Suche nach einem Oberhaupt, einem Bischof bzw. Superintendenten war, ernannte Wiener am 6. Februar 1553 zum Bischof über die evangelische Kirche Siebenbürgens. Am 16. August des folgenden Jahres allerdings verstarb er bereits an der Pest.